# Ochotona thibetana
Ochotona thibetana або пискуха тибетська — вид зайцеподібних гризунів родини Пискухові (Ochotonidae). Виділяють низку підвидів. Це численний вид гризунів, що мешкає в горах Китаю на схід від Тибетського плато в провінціях Ганьсу, Цінхай, Юньнань і Сичуань, а також окремими популяціями в Бутані, на півночі М'янми і в індійському штаті Сіккім.

## Таксономія
Тибетська пискуха вперше була описана в 1871 році французьким теріологом і орнітологом Альфонсом Мілн-Едвардсом. За Mammal Species of the World, виділяють п'ять підвидів:
- O. t. nangquenica Zheng et al., 1980
- O. t. osgoodi Anthony, 1922
- O. t. sacraria Thomas, 1923
- O. t. sikimaria Thomas, 1922
- O. t. thibetana Milne-Edwards, 1871

Пискуха ганьсуйська (Ochotona cansus) і пискуха Форреста (Ochotona forresti) раніше також вважалися підвидами тибетської пискухи, однак були виділені як окремі види. Загалом класифікація пискух досить складна ще й тому, що часто декілька видів пискух співіснують на одній і тій самій території.

## Опис
Це порівняно невелика піскуха, з довжиною тіла від 14 до 18 см і вагою від 72 до 136 г. Колір хутра різниться в залежності від підвиду. Вуха довжиною від 17 до 23 мм, довжина задніх лап від 24 до 32 мм, підошви покриті хутром.

## Поширення
Ареал виду включає китайські гори на схід від Тибетського плато в провінціях Ганьсу, Цінхай, Юньнань і Сичуань, а також окремі популяції в Бутані, на півночі М'янми і в індійському штаті Сіккім. Може мешкати і в прилеглих районах Непалу і Бутану, однак поки не був там зафіксований.
Підвид O. t. thibetana мешкає на півдні провінції Цінхай, на заході Сичуаню, в південно-західному Тибеті і північно-західному Юньнані. O. t. nangquenica мешкає в Тибеті. O. t. sacraria мешкає на заході провінції Сичуань. O. t. osgoodi  мешкає на північному заході М'янми. O. t. sikimaria мешкає в Сіккімі.

## Екологія
Тибетська пискуха мешкає в скелястих районах, порослих рододендроновими і бамбуковими заростями на низькій висоті і в субальпійських луках на великій висоті. Хоча вид був зафіксований і на висоті всього 1800 м над рівнем моря, загалом він віддає перевагу висотам від 2400 до 4100 м. 
Робить прості нори. Можуть вести як денний так і нічний спосіб життя. Як і інші види піскух, роблять "стіжки" з сіна. Розмножуються з квітня по липень. Народжують кілька разів на рук, по 1-5 дитинчат. Не утвроюють тривалих пар.

## Збереження
МСОП вважає тибетську пискуху видом, що не потребує особлиного нагляду. Це численний вид і немає підстав вважати, що його чисельність скорочується. Однак виду загрожує знищення середовища існування через вирубку бамбукових і рододендронових лісів, а підвид, що мешкає окремою популяцією в Сіккімі може опинитися на межі зникнення.